# Джулиано, Крис
Крис Джулиано (англ. Chris Guiliano; род. 25 июня 2003) — американский пловец, член сборной США на Олимпийских играх 2024 года. Джулиано квалифицировался в трех индивидуальных дисциплинах (50, 100 и 200 метров вольным стилем) и двух эстафетах (4×100 и 4×200 метров вольным стилем). чемпион мира 2025 года.

## Спортивная карьера
Гильяно занимается плаванием и учится в Университете Нотр-Дам.  
На чемпионате мира 2023 года в Фукуоке эстафета 4×100 метров вольным стилем в составе Криса Гильяно, Дестина Ласко, Мэтта Кинга и Джастина Ресса показала лучшее время в предварительном заплыве. В финале Райан Хелд, Джек Алекси, Крис Гильяно и Мэтт Кинг были на 0,82 секунды быстрее предварительного заплыва и заняли третье место, уступив сборным Австралии и Италии. Все шесть спортсменов получили бронзовые медали. Крис также стартовал на дистанции 100 метров вольным стилем, но выбыл после предварительных заплывов, заняв 18-е место.
В смешанной эстафете 4×100 метров вольным стилем в предварительном заплыве выступали Мэтт Кинг, Крис Гильяно, Оливия Смолига и Белла Симс. В финале Джек Алекси, Мэтт Кинг, Эбби Вайцел и Кейт Дуглас заняли второе место, уступив австралийской команде.
На отборочных соревнованиях США на Олимпиаду 2024 Крис Гильяно квалифицировался как победитель на дистанции 100 метров вольным стилем, а также как второй призёр на дистанциях 50 и 200 метров вольным стилем.
На Олимпийских играх 2024 года в Париже эстафета 4×100 метров вольным стилем с Райаном Хелдом, Мэттом Кингом, Хантером Армстронгом и Кейлебом Дресселом показала четвёртое время в предварительном заплыве. В финале Джек Алекси, Крис Гильяно, Хантер Армстронг и Калеб Дрессел были на три секунды быстрее и завоевали золотые медали, опередив сборную Австралии более чем на секунду.  
В соревнованиях на 200 метров вольным стилем Гильяно занял 19-е место и выбыл после предварительных заплывов.  
Эстафетная команда 4×200 метров вольным стилем с Дрю Киблером, Бруксом Карри, Блэйком Пьетрони и Крисом Гильяно вышла в финал со вторым результатом. В решающем заплыве Люк Хобсон, Карсон Фостер, Дрю Киблер и Киран Смит улучшили время почти на пять секунд и финишировали вторыми после сборной Великобритании.  
На дистанции 100 метров вольным стилем Гильяно занял восьмое место. В своём последнем старте на 50 метров вольным стилем он показал 17-й результат в предварительных заплывах, уступив 0,04 секунды для выхода в полуфинал.